# 尼崎市立水堂小学校
尼崎市立水堂小学校（あまがさきしりつ みずどうしょうがっこう）は、兵庫県尼崎市水堂町にある公立小学校。2012年（平成24年）現在の児童数は553名である。

## 沿革
- 1943年（昭和18年）4月1日 - 尼崎市立水堂国民学校創立。
- 1947年（昭和22年）4月1日 - 尼崎市立水堂小学校と改称。

## 通学区域
- 立花町1丁目1～24番・29番、2丁目1番・2番・3番1～3号・22号、4丁目、水堂町1丁目～4丁目[2]

## 進路状況
ほとんどの児童は尼崎市立南武庫之荘中学校へ進学するが、国私立中学校へ進学する児童もいる。

## 著名な出身者
- 井上文太（画家）

## 通学区域が隣接している学校
- 尼崎市立武庫南小学校
- 尼崎市立立花西小学校
- 尼崎市立立花北小学校
- 尼崎市立立花南小学校
- 尼崎市立七松小学校
- 尼崎市立大島小学校